# Темељ
Темељ је део грађевинске конструкције који преноси оптерећење од објекта на тло. Дубина фундирања представља вертикално растојање од површине тла до контактне површине темеља и тла. Према дубини темељења (фундирања) разликују се: плитки темељи и дубоки темељи. Област грађевинарстава која се бави темељењем објеката назива се фундирање. 

## Плитки темељи
Плитки темељи преносе оптерећење од конструкције само преко контактне површине темеља. Примењују се уколико је тло на релативно малој дубини испод површине терена довољне носивости и мале деформабилности. Обично се изводе на око метар дубине (на дубини до које тло мрзне, у крајевима у којима има мразева, односно на дубини на којој се налази први постојан слој тла). Постоје различити облици плитких темеља: масивни, тракасти, темељи самци, темељни носачи (контрагреде), темељни роштиљи, темељне плоче.

### Масивни темељи
Примењују се као темељи масивних грађевинских конструкција као што су бране, мостовски стубови, фабрички димњаци итд. Изводе се углавном од неармираног бетона или, веома ретко, од армираног бетона.

### Тракасти темељи
Тракасти темељи служе за темељење зидова. Као материјал за њихови израду најчешће се користи армирани бетон, а ређе неармирани бетон, камен и опека. Уколико нема промене интензитета оптерећења по дужини зида, њихове димензије се једнаке целом дужином темеља.

### Темељи самци
Темељи самци се примењују за појединачно темељење стубова скелетних и оквирних конструкција. Најчешће се примењују код индустријских објеката. Изводе се од армираног или неармираног бетона, ређе од камена и опеке. 

### Темељни носачи (контрагреде)
Када су оптерећења велика, темељи самци су великих димензија и на малом међусобном растојању или се чак додирују. У оваквим случајевима се примењују заједнички темељни носачи за више стубова у низу. За овакве темеље се користи и назив контрагреда с обзиром да је распоред концентрисаног и расподељеног оптерећења обрнут у односу на гредне носаче. Код контрагреда концентрисано оптерећење делује вертикално наниже, а расподељено оптерећење (од реактивног оптерећења тла) вертикално навише. Изводе се искључиво од армираног бетона.

### Галерија типова плитких темеља
- Цртеж Poteaux-en-Terre стубова на земљи типа зидне конструкције (овај пример који се технички назива палисадна конструкција) у кући Беве у Сент Женевеву, Мисури
- PSM V24 D321 Примитивна сојеница у Швајцарској на дрвеним понтонима.
- Житница на потпорном камењу, врста подложног камена
- Брана Црни орао – пресек грађевинских планова за објекат из 1892. године
- Рушевина темеља од суво положеног камена Дејвис куће, Гардинер, Њујорк
- Основни тип темеља рушевинског рова
- Типични стамбени темељ од ливеног бетона, осим одсуства анкерских вијака. Бетонски зидови су ослоњени на континуалне темеље. Ту је и под од бетонске плоче. Обратите пажњу на стајаћу воду у француским одводним рововима по ободу.

## Дубоки темељи
Дубоки темељи се примењују за ослањање објекта на дубљи слој тла (или стену) који је бољих физичко-механичких карактеристика од горњег (приповршинског) слоја. Постоје различите врсте дубоких темеља у које спадају: шипови, кесони, бунари, дијафрагме. 

## Модерни типови

### Плитки темељи
Често се називају подножја, обично су уграђени око метар или слично у тло. Један уобичајени тип је раширени темељ који се састоји од трака или јастука од бетона (или других материјала) који се протежу испод линије мраза и преносе тежину са зидова и стубова на тло или стену.
Још један уобичајени тип плитког темеља је темељ од плоча на нивоу где се тежина конструкције преноси на тло кроз бетонску плочу постављену на површину. Темељи од плоча могу бити ојачане мат плоче, дебљине од 25 cm до неколико метара, у зависности од величине зграде, или накнадно затегнуте плоче, које су обично најмање 20 cm  за куће, а дебље за теже структуре.
Други начин за постављање темеља спремних за изградњу који је еколошки прихватљивији је употреба вијчаних шипова. Инсталације вијчаних шипова такође су се прошириле на стамбене апликације, при чему су многи власници кућа изабрали темељ од вијчаних шипова уместо других опција. Неке уобичајене примене за темеље са спиралним шиповима укључују дрвене палубе, ограде, баштенске кућице, перголе и надстрешнице.

### Дубоки темељи
Користи се за пренос оптерећења конструкције надоле кроз горњи слаб слој земље на јачи слој испод. Постоје различите врсте дубоких темеља укључујући ударне шипове, бушене шахтове, кесоне, вијчане шипове, гео-стубове и стубове стабилизоване земљом. Конвенције именовања за различите типове темеља разликују се међу различитим инжењерима. Историјски гледано, шипови су били дрво, касније челик, армирани бетон и преднапрегнути бетон.

#### Монопајл темељ
Тип дубоког темеља који користи један структурални елемент, генерално великог пречника, уграђен у земљу да издржи сва оптерећења (тежина, ветар, итд) велике структуре изнад површине.
Многи монопилни темељи коришћени су последњих година за економичну изградњу приобалних ветроелектрана са фиксним дном у плитким подморским локацијама. На пример, једна ветроелектрана на обали Енглеске пуштена је погон 2008. године са преко 100 турбина, од којих је свака постављена на монопајлу пречника 4,74 метра у дубинама океана до 16 метара воде.